# Agedábia
Agedábia (em árabe: أجدابيا; romaniz.: Ağdābiyā; em italiano: Agedábia) é uma cidade da Líbia, onde está situado um importante entrocamento rodoviário.